# Regering-Van den Brande IV
De regering-Van den Brande IV (20 juni 1995 - 13 juli 1999) was de laatste Vlaamse Regering onder leiding van christendemocraat Luc Van den Brande.
Op 21 mei 1995 vonden de eerste rechtstreekse verkiezingen voor het Vlaams Parlement plaats. Na deze verkiezingen legde de regering-Van den Brande IV de eed af in het Vlaams Parlement voor de legislatuur 1995-1999. In het regeerakkoord werd afgesproken dat er na een halve termijn 1 post van de SP naar de CVP zou verhuizen.
Onder leiding van de regering-Van den Brande IV nam het Vlaams Parlement de 5 resoluties over de staatshervorming aan, een vraag naar meer Vlaamse autonomie. 

## Samenstelling
De regering-Van den Brande IV bestond uit 9 ministers (8 ministers + 1 minister-president). CVP had 5 ministers (inclusief de minister-president), SP 4. Halfweg de legislatuur, in september 1997, moest SP één minister afstaan ten voordele van de CVP.
| Minister                                                | Minister                         | Minister                         | Bevoegdheden                                       | Termijn                          | Partij |
| ------------------------------------------------------- | -------------------------------- | -------------------------------- | -------------------------------------------------- | -------------------------------- | ------ |
|                                                         |                                  | Luc Van den Brande (1945)        | Minister-president                                 | 20 juni 1995 - 13 juli 1999      | CVP    |
| Buitenlandse Zaken en Europa, Wetenschap en Technologie |                                  | Luc Van den Brande (1945)        |                                                    | 20 juni 1995 - 13 juli 1999      | CVP    |
|                                                         |                                  | Luc Van den Bossche (1947)       | Viceminister-president                             | 20 juni 1995 - 28 september 1998 | SP     |
| Onderwijs en Ambtenarenzaken                            |                                  | Luc Van den Bossche (1947)       |                                                    | 20 juni 1995 - 28 september 1998 | SP     |
|                                                         |                                  | Steve Stevaert (1954-2015)       | Viceminister-president                             | 28 september 1998 - 13 juli 1999 | SP     |
| Openbare Werken, Transport en Ruimtelijke Ordening      |                                  | Steve Stevaert (1954-2015)       |                                                    | 28 september 1998 - 13 juli 1999 | SP     |
|                                                         |                                  | Theo Kelchtermans (1943)         | Sociale Zaken, Werkgelegenheid en Leefmilieu       | 20 juni 1995 - 13 juli 1999      | CVP    |
|                                                         |                                  | Wivina Demeester-De Meyer (1943) | Financiën en Begroting en Gezondheid               | 20 juni 1995 - 13 juli 1999      | CVP    |
|                                                         |                                  | Eddy Baldewijns (1945)           | Openbare Werken, Transport en Ruimtelijke Ordening | 20 juni 1995 - 28 september 1998 | SP     |
| Onderwijs en Ambtenarenzaken                            | 28 september 1998 - 13 juli 1999 | Eddy Baldewijns (1945)           |                                                    |                                  | SP     |
|                                                         |                                  | Eric Van Rompuy (1949)           | Economie en KMO, Landbouw en Media                 | 20 juni 1995 - 13 juli 1999      | CVP    |
|                                                         |                                  | Leo Peeters (1950)               | Binnenlandse Zaken, Stedenbouw en Volkshuisvesting | 20 juni 1995 - 13 juli 1999      | SP     |
|                                                         |                                  | Luc Martens (1946)               | Welzijn en Gezin en Cultuur                        | 20 juni 1995 - 13 juli 1999      | CVP    |
|                                                         |                                  | Anne Van Asbroeck (1957)         | Brusselse Aangelegenheden en Gelijke Kansen        | 20 juni 1995 - 22 september 1997 | SP     |
|                                                         |                                  | Brigitte Grouwels (1953)         | Brusselse Aangelegenheden en Gelijke Kansen        | 22 september 1997 - 13 juli 1999 | CVP    |

### Herschikkingen
- 22 september 1997: Zoals afgesproken verliet de socialiste Anne Van Asbroeck de regering om plaats te maken voor CVP'ster Brigitte Grouwels die haar bevoegdheden overnam.
- Op 28 september 1998 nam Eddy Baldewijns de bevoegdheden van Luc Van den Bossche over. Echter, de titel van minister-vicepresident werd overgenomen door Steve Stevaert, die ook de vorige bevoegdheden van Eddy Baldewijns overnam.